# Колосов, Юрий Михайлович
Ю́рий Миха́йлович Ко́лосов (7 сентября 1934, Сясьстрой — 28 мая 2015) — советский и российский юрист, специалист по международному праву, включая вопросы ответственности и распространения информации; доктор юридических наук (1976), профессор на кафедре международного права МГИМО (1982), в 1987—2005 годах являлся заведующим кафедрой международного права; чрезвычайный и полномочный посланник 2-го класса; главный редактор «Московского журнала международного права». Заслуженный деятель науки Российской Федерации (1995).

## Биография
Юрий Колосов родился 7 сентября 1934 года в посёлке Сясьстрой (Волховский район, Ленинградская область); 31 июня 1959 года он стал выпускником Московского государственного института международных отношений (МГИМО) МИД СССР. Через семь лет, в 1966, он завершил соискательство по кафедре международного права того же ВУЗа и 22 июня защитил диссертацию, выполненную под научным руководством профессора Александра Пирадова, по теме «Критика реакционных международно-правовых концепций в области международного космического права» — стал кандидатом юридических наук.
11 июня 1976 года Колосов успешно защитил докторскую диссертацию по теме «Международно-правовые проблемы использования космической техники для осуществления массовой информации» — стал доктором юридических наук. 22 января 1982 года он занял позицию профессора на кафедре международного права Дипломатической академии МИД СССР. В ноябре 1987 году он занял пост заведующего кафедрой международного права МГИМО — оставался в должности до 2005. В 1990 году он стал инициатором учреждения научного издания «Советский журнал международного права» — Колосов стал его первым главным редактором; в 1992 году журнал был переименован в «Московский журнал международного права». Уже в России, указом от 10 апреля 1995 года, Колосову было присвоено звание «Заслуженный деятель науки Российской Федерации».
В 1985 году Колосов стал действительным членом Международной академии астронавтики; он состоял членом Международного института космического права с 1980 года. В 1990 году он вошёл в Постоянную палату третейского суда в Гааге. Кроме того он являлся членом Академии естественных наук Республики Казахстан. В 1996 году ему был присвоен дипломатический ранг «Чрезвычайного и Полномочного Посланника 2-го класса». В период с 1991 по 1999 год он входил в комитет ООН по правам ребёнка, а с 2002 года являлся членом комитета ООН по экономическим, социальным и культурным правам. Помимо этого, Колосов занимал пост председателя диссертационного совета по юридическим наукам, действовавшего при МГИМО МИД России.

## Работы
Юрий Колосов являлся автором и соавтором более 250 научных публикаций, включая пять монографий, три учебника и три учебных пособия. Он специализировался на проблемах международное права, в частности — изучал европейское право и международное космическое право. Принимал участие в разработке основных принципов космического права и создании основных положений об ответственности государств, а также — разрабатывал ключевые принципы распространения массовой информации (обмена данными). Колосов полагал, что «нормы актов „мягкого права“ в действительности носят рекомендательный характер и не содержат юридических обязательств, однако определённой юридической силой, а тем более политической и моральной, они обладают в соответствии с Уставом ООН»:
- «Борьба за мирный космос», Международные отношения, М., 1968.
- «Ответственность в международном праве», Юридическая литература, М., 1975.
  - Перевод на словацкий язык, Братислава, 1978, изд. Pravda.
- «Массовая информация и международное право», Международные отношения, М., 1974.
  - Перевод на немецкий язык в журнале «Theorie und Praxis des sozialistischen Journalismus», № 2 и № 5, 1976, Leipzig.
- «Борьба за мирный космос (правовые вопросы)», Международные отношения, М., 1984 (в соавторстве)
  - Переводе на английский язык, Бангалор, Индия, 1986.